# Unarmed - Best of 25th Anniversary
Unarmed - Best of 25th Anniversary è una raccolta della band power metal Helloween che commemora i primi 25 anni di carriera della band fino a Gambling with the Devil del 2007. È stata distribuita in Sud America e Giappone il 23 dicembre 2009, mentre nel resto del mondo soltanto il 25 gennaio successivo.
Tutti i brani presenti sono stati registrati con una chiave diversa dal genere della band; di fatto si passa da innesti folk, a comparsate di fiati, sax, e sezioni sinfoniche orchestrali, senza tralasciare il coro di voci bianche.
Da sottolineare la presenza del brano "The Keeper's Trilogy": un medley di 17 minuti contenente "Halloween" , "Keeper of the Seven Keys" e "The King for a 1000 Years"

## Tracce
1. Dr. Stein – 3:59
2. Future World – 4:13
3. If I Could Fly – 3:28
4. Where The Rain Grows – 5:09
5. The Keeper's Trilogy – 17:06
6. Eagle Fly Free – 3:50
7. Perfect Gentleman – 4:18
8. Forever & One – 4:25
9. I Want Out – 4:22
10. Fallen To Pieces – 3:28
11. A Tale That Wasn't Right – 4:46
12. Why – 3:34

## Formazione
- Andi Deris – voce
- Michael Weikath – chitarra (tracce 1-5, 7-11)
- Sascha Gerstner – chitarra
- Markus Großkopf – basso (tracce 1-5, 7-11)
- Daniel Loeble – batteria (tracce 1-5, 7-11)

### Ospiti
- Orchestra Sinfonica di Praga (tracce 5, 11)
- Gero Drnek - fisarmonica
- Andreas Becker - chitarra (tracce 2, 4, 7, 9)
- Albie Donnelly - sassofono (traccia 1)
- Matthias Ulmer - pianoforte (tracce 1, 3, 5, 10, 11)
- Nippy Noya - percussioni (tracce 1-4, 6, 7, 9, 10)
- Harriet Ohlsson - voce, arrangiamenti (traccia 6)
- Kalle Karlsson - pianoforte, arrangiamenti (traccia 6)
- Johan Bringhed - pianoforte, arrangiamenti (traccia 6)
- Richard Naxton, Johnny Clucas, Dan Hoadley, Chris Tickner, Richard Collier, Gerry O'Beime, Gunther Laudahn, Lawrence White, Jan-Eric Kohrs, Rob Fardell - coro